# Søndersø (Nordsjælland)
 For alternative betydninger, se Søndersø. (Se også artikler, som begynder med Søndersø)
Søndersø er en sø i Nordsjælland syd for Værløse i Furesø Kommune, før 2007 i Værløse Kommune. 
Før 1865 var Søndersø betydeligt større og strakte sig et godt stykke længere mod syd end nu. Det skyldes, at der blev foretaget en vandstandssænkning på omkring 2 m i 1865, hvor man forgæves forsøgte at tørlægge søen, for at omdanne den til eng. Den erhvervedes i 1877 af Københavns Kommune og har siden da indgået som et vigtigt led i byens vandforsyning. 
Søen og omgivelserne ejes af Furesø Kommune. Dele af søen kan anvendes til rekreative formål, herunder badning, men ikke sejlads.
Søndersø omgives af Værløse mod nord og nordøst, Lille Hareskov mod øst, Måløv mod syd, Værløse Flyveplads mod sydvest og vest og Kirke Værløse mod nordvest.